# 548 (số)
548 (năm trăm bốn mươi tám) (số La Mã: DXLVIII) là một số tự nhiên nằm sau số 547 và nằm trước số 549.